# ヨークルスアゥルロゥン
ヨークルスアゥルロゥン (氷語: Jökulsárlón、「氷河の川の湖」の意) はアイスランドで最大の湖あるいは潟湖である。ヨークルサルロン湖とも表記する。

## 概要
ヨークルスアゥルロゥンはアイスランド島西部、ヴァトナヨークトル氷河から分かれたブレイザメルクルヨークトル氷河の先端にあり、スカフタフェットル国立公園とヘプンの間である。氷河が大西洋に向かって崩れ落ちる場所にある。氷河の溶ける速さが変化することにより、湖の大きさも変化する。現在は海岸から 1.5 km 離れており、湖面の面積は約 18 km2 である。1970 年代と比べると、面積は4倍になっている。水深は最大で 200 m 以上あり、アイスランドでは二番目に深い。自然を楽しむ観光地として人気が高い。
ヨークルスアゥルロゥンは、ヘプンとスカフタフェットルの間、環状国道1号線沿いにある。その景観は、「ヨークルスアゥルロゥンの 18 km2 の湖面全体に青い氷山がぼぅっと光っている様は、まるで幽霊の行列である」と評される。底の広い観光船による、小さな氷山の合間を縫って40分ほどのクルーズが提供されている。
ブレイザメルクルヨークトルの入り江も、観光地として人気が高い。湖に固着している氷山の間を、スノーモービルや四輪駆動車で走り抜けるツアーなどがある。観光は主に、ヘプンからヨクラセル (Joklasel) を拠点に行われるが、一帯の観光ツアーを「ツーリスト・ベルトコンベア」と呼ぶこともある。海岸では、氷山が割れて流れ着いた氷塊を多数見ることができる。

## 形成
西暦 900 年ごろ、アイスランドに初めて人が入植した頃は、ブレイザメルクルヨークトルの入り江は現在よりも 20 km ほど北であった。1600 年から 1900 年にかけての小氷期の気温低下により、1890年までにヨークルスアゥ (Jokulsa) 川の岸から 1 km ほどのところまで氷河が成長した。1920年から 1965年までの気温の上昇により、ブレイザメルクルヨークトルの入り江は再び後退を始めたが、後退が速く、氷河か崩れることで生じる氷山の大きさが多様になり、氷河が後退した跡に 1934年から翌年にかけて潟湖が形成された。ヨークルスアゥルロゥンの水深は、元々が氷河だったところで 200 m ほどある。また潟湖の両岸には氷河堆積物が露出している。1975年には面積は 8 km2 (3.1 sq mi) ほどだったが、現在は 18 km2 (6.9 sq mi) に拡大している。

## 地理

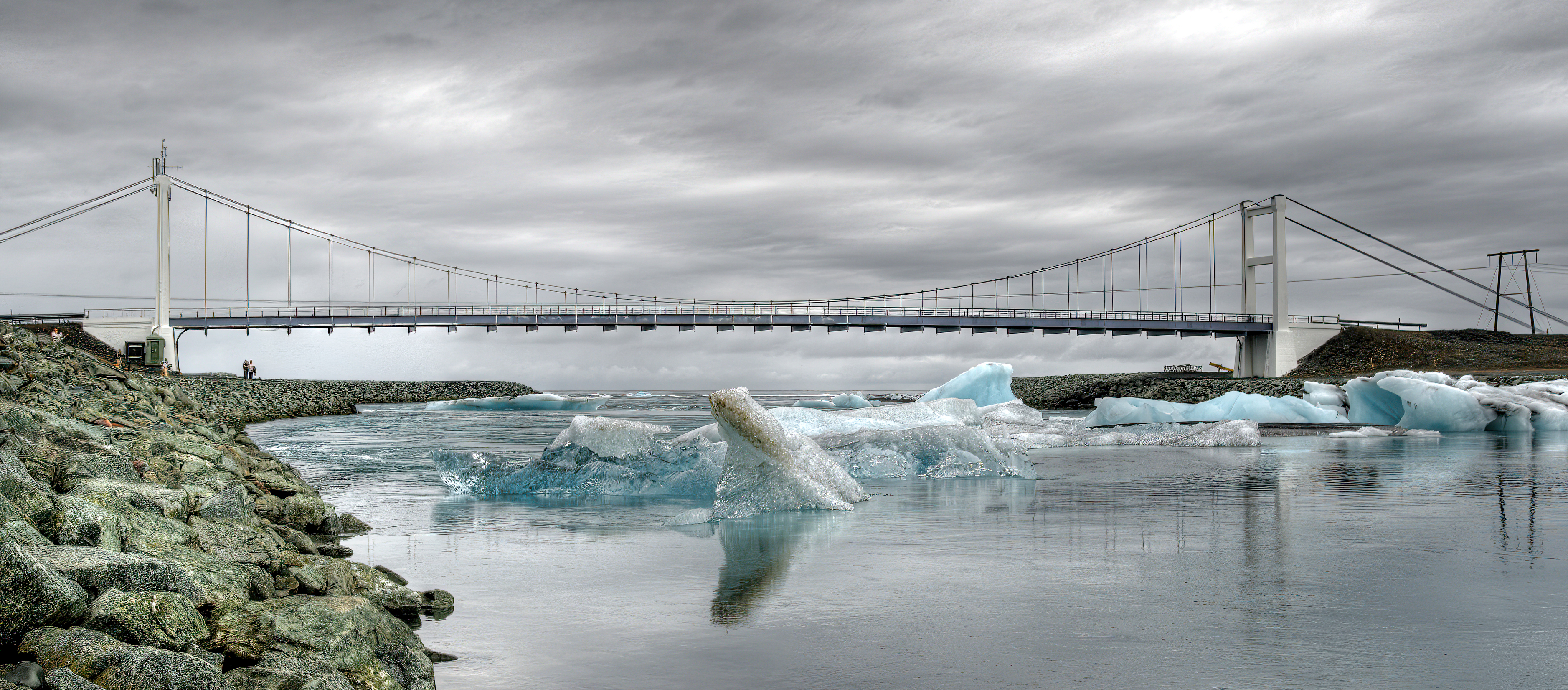
ヨークルスアゥルロゥンをまたぐ橋

ヨークルスアゥルロゥン潟湖からは、アイスキャップ (Ice Cap) と呼ばれる高さが 3,000フィート (910 m) に及ぶ氷の山がよく見える。アイスキャップから溶けて流れ出た水は、12 km 離れたヨークルスアゥルロゥンに流れ込んでいる。ヨークルスアゥルロゥンで観光開発が始まったのは、記録に残っている限りでは 1948年でだが、当時は潟湖の部分は 100 m ほどしかなく、海から 250 m、氷河から 2 km しか離れていなかった。その後氷河は大きな谷を跡に残しながら、急速に後退を始めた。できた谷は氷河が溶けた水や氷山で埋まっていった。潟湖から海への出口はもともと氷河が海に落ちるところだったため水深が浅く、氷河から崩れ落ちた氷山は潟湖の中にしばらく留まってだんだんと小さく崩壊した後に海へと流れ出るようになった。ヨークルスアゥルロゥンはアイスランドの中でももっとも標高の低いところであり、その湖岸は海面下 200 m の位置にある。夏には氷山が溶けて湖面をただよう。冬には湖面が凍結し、氷山はそれぞれの位置に固定される。この 15 年で潟湖の面積は約２倍になった。湖面に浮かぶ氷山は氷河から崩れ落ちたばかりのものであり、その高さは約 30 m ほどである。中には、過去の噴火による火山灰が表面に残っていることで独特の形状を成す氷山もある。

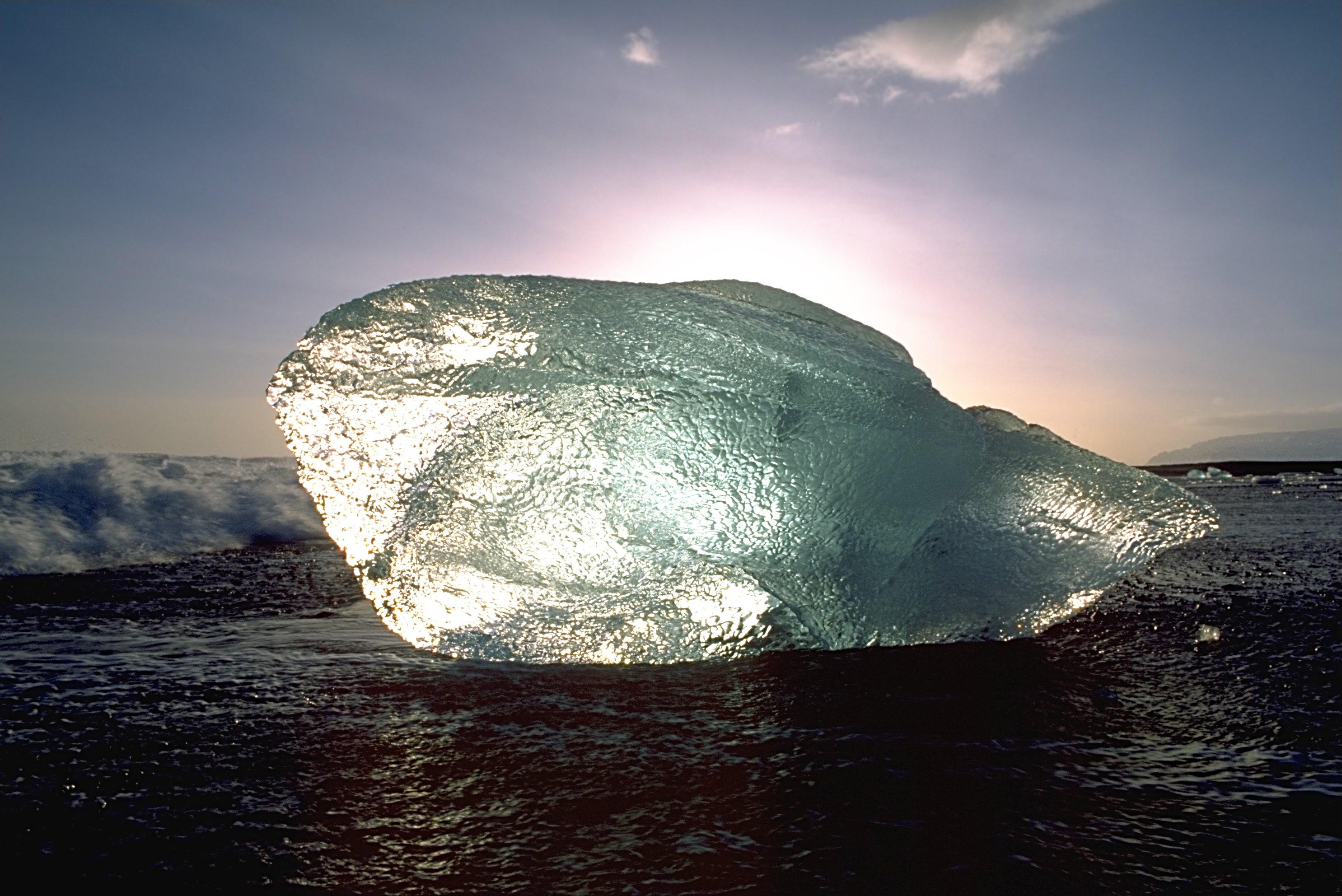
分離して砂浜に乗り上げた氷山

氷河の後退が続いているため、ヨークルスアゥルロゥンの辺りはいずれフィヨルドになると推測されている。また国道1号線の維持にも影響が出る可能性がある。アイスランドの首都レイキャヴィークからヨークルスアゥルロゥンまでの間には10を越える氷河があり、いずれも後退傾向にある。
ヨークルスアゥルロゥンはヘプンから西に 75 km、またスカフタフェットル国立公園から東に 60 km の位置にあり、国道1号線が潟湖をまたいでいるので容易に到達できる。観光客用の駐車場なども整備されている。この辺りを含む観光資源の豊かな地域は「ツーリスト・ベルトコンベア」とも呼ばれている。潟湖の沿岸を歩くと、砂浜に流れ着いた大きな氷山を見ることができる。

### 潟湖にかかる橋
潟湖にかかる国道1号線の橋の橋脚が損傷されるのを防ぐために、石を積み上げる対策が計画され、その作業のために囲い堰が建設された。これによりパワーショベルなどの建設機械を使った作業が可能になった。石積みにより氷山が橋脚を直撃することを避けることを意図している。

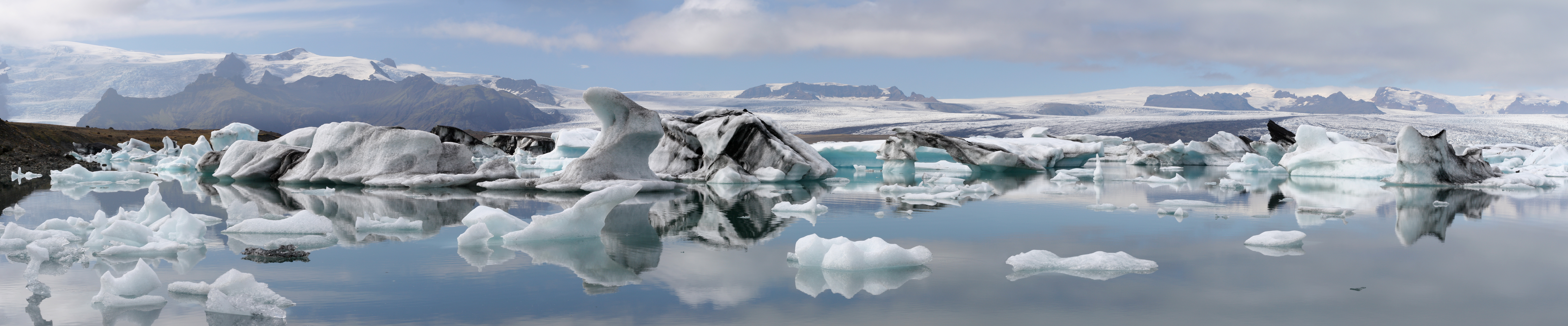
ヨークルスアゥルロゥンのパノラマ写真

### 特色
氷河の橋から崩れ落ちてできた氷山は河口に向かって流れ、海に近いところで湖底に接触し、侵食する。通常は氷山の体積の10%ほどが水面の上に出ており、潮の干満により移動する。氷山が溶けて十分に小さくなってから、海に流れ出る。これら氷山は光に透かしたときに見える色で、乳白色および青の二種類に分けられる。
ヨークルスアゥルロゥン付近の海岸の道路沿いは風光明媚で知られ、沿線にはセールフォス、ヴィーク、キルキュバイヤルクロイストゥルなどの村落がある。スケイダルアゥルサンドゥル道を通ってスコゥガフォス滝およびスカフタフェットル国立公園へも行ける。しかしスケイダルアゥルサンドゥルではときおり激しい砂嵐があり、それに見舞われた自動車の塗装が剥げたという報告もある。

## 動物相

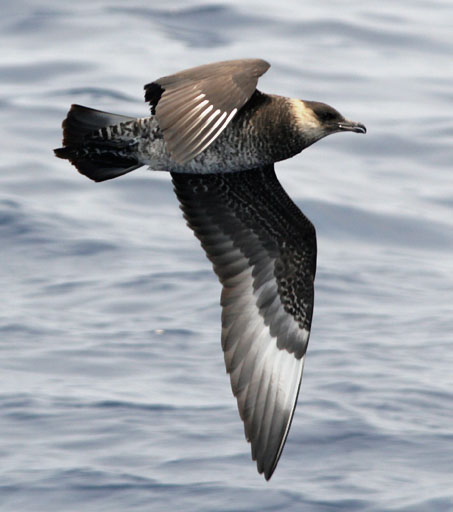
トウゾクカモメ

潟湖には潮の干満によって多くの魚介類が入り込んでおり、よい漁場でもある。冬期にはアザラシが、河口で群れていたり、エサを求めて泳いでいたり、氷山の上で休んでいたりするのが見られる。ニシンの群れやカラフトシシャモが潮で流れ込んできて、鳥が群がっているのも見られる。
またキョクアジサシがニシン、サケ、マスやオキアミを求めて営巣しているなど、海鳥も豊富に見られる。ブレイザメルクルサンドゥル (Breiðamerkursandur、潟湖近くの広い砂地) にはトウゾクカモメの大きな営巣地がある。夏季にはカモメが渡ってきて湖岸に営巣する。ここに来るカモメは大きくて全体的に暗い色で翼は白く、気性が荒い。そのために「海賊」と称され、しばしばシロカツオドリなどの他の鳥類を襲って餌を奪う。またニシツノメドリなどの小型の鳥類を襲って食べることもある。ヨークルスアゥルロゥンのカモメは人間を恐れず、人間が営巣地に近づくと容赦なく襲ってくる。このカモメはスペインやアフリカで越冬した後に渡ってくるという報告もある。

## 管理
ヨークルスアゥルロゥン一帯の土地は、ヨークルスアゥルロゥン土地協会が所有しており、映画の撮影などの商業活動にも対応している。
エイナー・ビョルン・エイナルソン (Einar Björn Einarsson) がヨークルスアゥルロゥンでのクルーズを行っているが、その営業のために、土地協会が潟湖沿岸の土地を貸与している。

## メディアへの露出

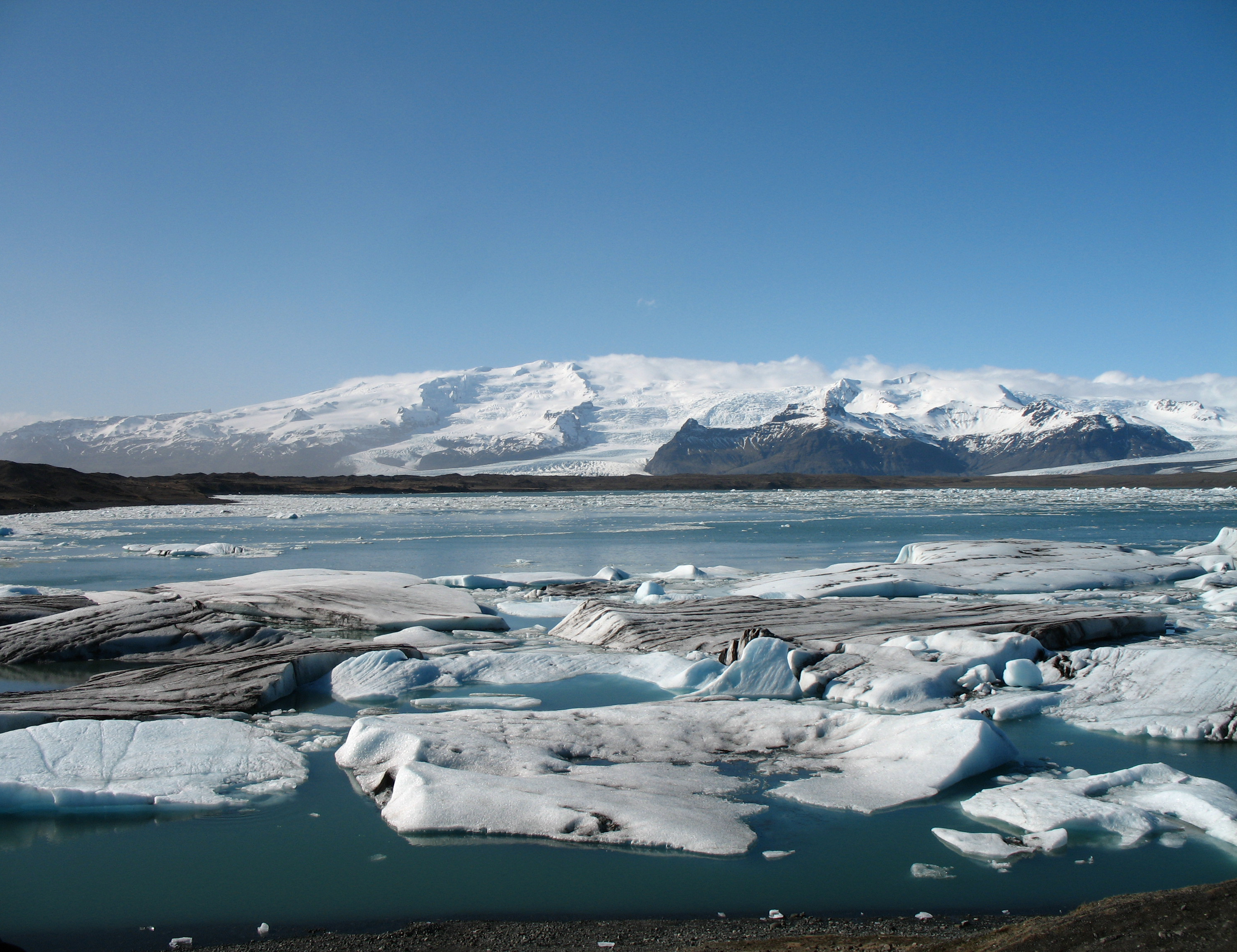
映画で使われた風景

ヨークルスアゥルロゥンとブレイザメルクルヨークトルの印象的な風景は映画007シリーズの007 美しき獲物たち (1985年) と007 ダイ・アナザー・デイ (2002年) で使用された。また2005年のバットマン ビギンズでも使われた。ヨークルスアゥルロゥンの風景の美しさがこれらヒット作やトゥームレイダーなどで広く知られるようになった。
またドキュメンタリー・テレビ番組の「アメイジング・レイス (Amazing Race)」でも使われた。1991年には、26 クローナの切手のデザインにもなっている。